# Comtat de Sonnenberg

escut del municipi Nüziders, amb la imatge de blasó dels Sonnenberger

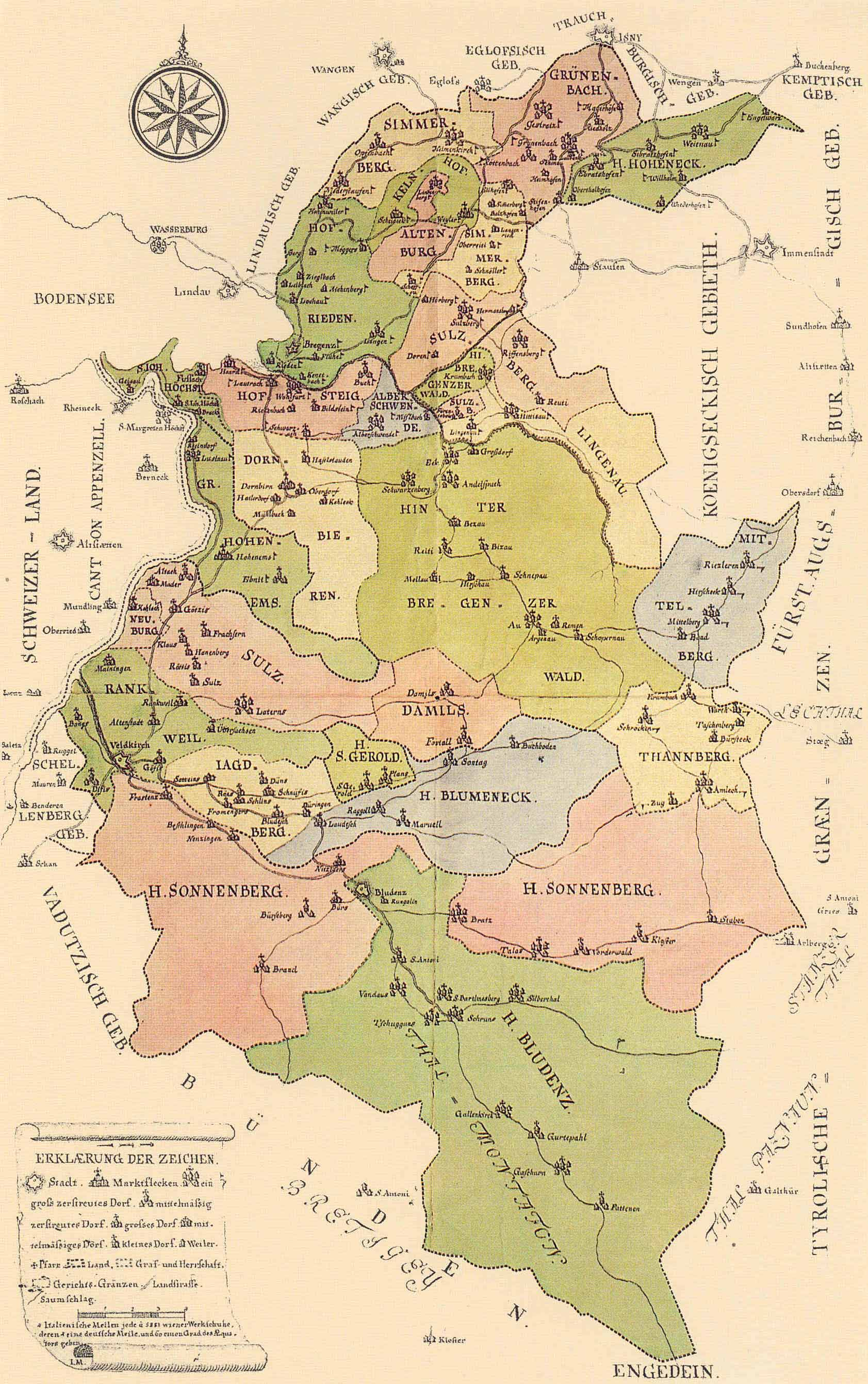
carta de Vorarlberg (de 1783); a baix a l'esquerra en vermellós, el Sonnenberg

La Senyoria i Comtat de Sonnenberg amb el lloc principal de Nüziders fou una jurísdicció feudal del Sacre Imperi Romanogermànic. Va pertànyer als Habsburg de l'Àustria Anterior, després Vorarlberg com a part del Tirol (als territoris propis de la corona austríaca des de 1867).

## Geografia
La senyoria de Sonnenberg anava del Letze a Feldkirch (Vorarlberg) sense interrupció fins a l'Arlberg i envoltava el Walgau meridional (la riba esquerra de l'Ill de Stallur fins a Frastanz), el Gamperdonatal, el Brandnertal i el Klostertal fins a l'Arlberg. Dins el comtat figuraven també les senyories de Jagdberg (Walgau del nord-oest), la senyoria de Blumenegg (Walgau del nord-est i Großwalsertal), i Gericht Tannberg.
El territori de la senyoria envoltava l'àrea dels municipis Frastanz i Nenzing, Bürs, Bürserberg i Brand al costat de Nüziders, així com Innerbraz, Klösterle i Dalaas, però no la senyoria de Bludenz del qual la dominació abastava el Montafon. La senyoria de Rosenegg (Bürs), que pertanyia inicialment a Sonnenberg, fou unida el 1474 a Bludenz.

## Història
Documentalment es mencionen els senyors de Sonnenberg per primer cop el 1242.
El truchsess Eberard de la casa de Waldburg, germà de Jacob, Jordi i Ursula i fill de Joan de Waldburg, va comprar el 19 de juliol de 1455 de Jordi de Werdenberg-Sargans (nascut vers 1427, mort 1504) i al seu germà Guillem, membres de la casa dels Montfort, la senyoria de Sonneberg que anava de Feldkirch fins a l'Arlberg, per uns 15.000 gulden. Ja posseïa la en penyora la senyoria de Bludenz amb la vall de Montafon, just a l'est de Sonnenberg ja com a penyora.
L'emperador Frederic III va elevar la senyoria a comtat l'11 d'agost de 1463 sota la família d'Eberard I i com a comte de l'imperi.
Després de llargues lluites en les quals es va destruir el castell de Sonnenberg, Eberard I va vendre el comtat el 31 d'agost de 1474 per 34.000 florins a Segimon d'Àustria-Tirol, sobirà a Innsbruck. Els últims pagaments d'aquesta venda no els va rebre fins uns anys més tard el seu descendent Jordi III de Waldburg-Zeil, que estava casat amb Apol·lònia, filla d'un primer matrimoni de Joan de Waldburg. Jordi III va succeir el comtat de Sonnenberg el 1511 després de l'assassinat del comte Andreu de Sonnenberg, fill d'Eberard I. Un altre hereu, Guillem de Waldburg-Trauchburg (1504-1557), que estava casat amb Sibil·la, filla d'Andreu, va vendre el castell de Ortenstein el 1521 a Ludwig Tschudi de Glarus.

## Castell de Sonnenberg
El duc de Tirol va assetjar el castell on estava Andreu de Sonnenberg, el fill d'Eberard I, i el va ocupar després de tres dies, instal·lant una guarnició de mercenaris manats per Burkhard de Knöringen, però el 1473 el castell fou destruït. Eberard llavors va vendre el comtat conservant la senyoria en feu per a si i els seus descendents però ja va residir al castell de Ortenstein.

## Blasó

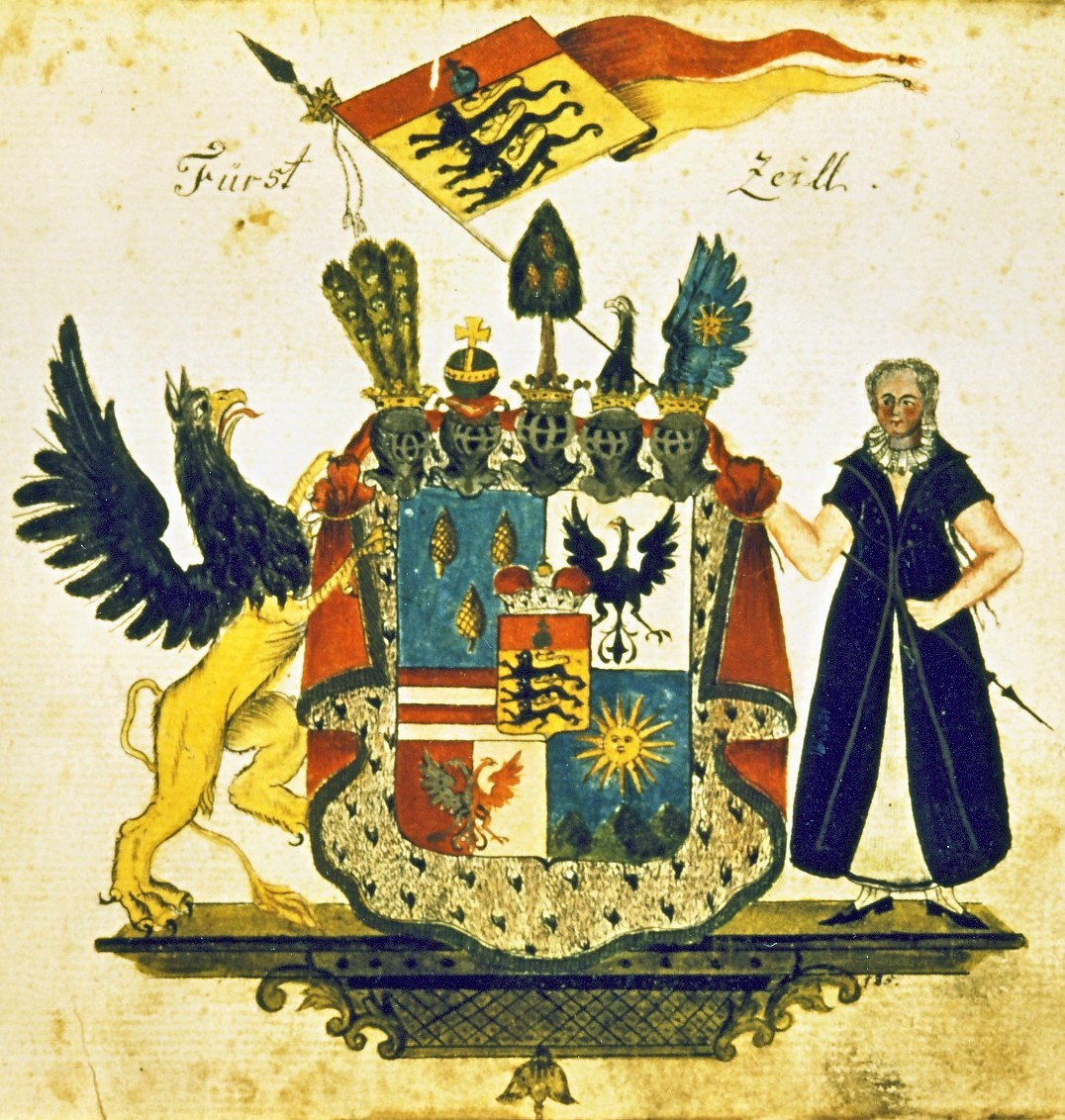
Waldburg-Zeil

El blasó mostra un Sol d'or en atzur i sobre tres muntanyes negres.

## Família d'origen
El pare del comte Eberard I fou Joan II, truchsess de Waldburg-Trauchburg († 1424), casat amb Ursula d'Abensberg en primeres noces i en segones (1399) amb Elisabet de Montfort. Va tenir quatre fills: 
- El mateix Eberard I.

- Jacob I dit El Cavaller d'Or, truchsess de Waldburg-Trauchburg († 1460), casat amb Magdalenad'Hohenberg en primer matrimoni, i en segones noces amb la marcgravina Ursula de Baden-Hochberg.

- Jordi I, truchsess de Waldburg-Zeil († 1467), casat amb Eva de Birckenbach

- Ursula, casada amb Ulrich de Starkenberg

## Llista de comtes de Sonnenberg
- Eberhard I dit de Waldburg-Sonnenberg (1424–1479), comte imperial a partir de 1463, casat amb Cunegunda de Montfort-Tettnang
  - Eberhard II. († 1483), segon comte proclamat el 1479, casat amb Anna de Fürstenberg
  - Joan de Waldburg-Sonnenberg, comte de Sonneberg i senyor de Wolfegg (vers 1470–1510), tercer comte a partir del 1483, casat amb la comtessa Joana de Salmç
  - Andreu, († 1511, assassinat pel comte Felix de Werdenberg), quart comte de l'imperi a partir de 1510, casat amb Margarida de Starhemberg
  - Otó, bisbe de Constança († 1491)
  - Barbara, casada amb Jordi comte de Werdenberg-Sargans

Extinció de la línia via masculina. Andreu va tenir una filla, Sibil·la, sens successió.

## Títol de comte de Sonnenberg després de l'extinció de la família Sonnenberger
Els hereus foren:
- Jordi III, anomenat Bauernjörg (1488-1531), casat Truchsess de Waldburg-zeil (1488-1531), besnet de Jordi I de Waldburg-Zeil casat en primeres noces amb Apol·lònia filla de Joan de Waldburg-Sonnenberg i en segon matrimoni amb la comtessa Maria d'Oettingen-Flochberg (1498-1555)
- Sibil·la, filla d'Andreu, casada amb Guillem de Waldburg-Trauchburg (1469-1557)

El blasó dels comtes de Sonnenberg (sol d'or amb muntanya de sable en atzur) és avui dia part de l'escut de les famílies nobles Waldburg-Wolfegg, Waldburg-Zeil i Waldburg-Zeil-Lustenau-Hohenems.
Jordi III va rebre el pagament pendent i així la casa d'Habburg va adquirir de manera efectiva el comtat que fou incorporat als títols de la casa d'Àustria.